# Liga Premier de Baréin 2014-15
La Liga Premier de Baréin 2014–15, también conocida como Liga Premier VIVA de Baréin por razones de patrocinio, (en árabe: الدوري VIVA البحريني الممتاز) es la 58va edición de la máxima categoría del fútbol en Baréin. 
Participaron 10 equipos: 8 de la edición anterior de la Liga Premier de Baréin, y dos de la Segunda División de Baréin, temporada 2013-14. El Riffa Club, (antiguo West Riffa), fue el campeón defensor.
El Muharraq Club obtuvo su trigésimo tercer título, el primero desde la temporada 2010-11; confirmando su supremacía dentro de la liga.

## Equipos
Los clubes Al-Najma y Sitra Club fueron relegados en la campaña Liga Premier de Baréin 2013–14. Sus lugares fueron ocupados por el campeón de la Segunda división de Baréin, el East Riffa, y el club Bahrain Club quién le ganó la serie de repechaje al club Al-Najma.

### Datos generales
| Club           | Ciudad      | Estadio            |
| -------------- | ----------- | ------------------ |
| Al Hidd        | Al Hidd     | Nacional de Baréin |
| Al Hala        | Al Muharraq | Al Muharraq        |
| Al Shabab      | Manama      | Nacional de Baréin |
| Bahrain Club   | Riffa       | Nacional de Baréin |
| Busaiteen Club | Busaiteen   | Nacional de Baréin |
| East Riffa     | Riffa       | Nacional de Baréin |
| Malkiya        | Malkiya     | Madinat 'Isa       |
| Manama Club    | Manama      | Nacional de Baréin |
| Muharraq Club  | Al Muharraq | Al Muharraq        |
| Riffa Club     | Riffa       | Nacional de Baréin |

- Aunque la mayoría de los clubes tienen un estadio, la mayoría de los juegos son realizados en el Estadio Nacional de Baréin, Estadio Ciudad Deportiva Califa y el Estadio Al Ahli.

## Tabla de posiciones
|     | Equipos de fútbol | PJ | G  | E | P  | GF | GC | Dif | Pts |
| --- | ----------------- | -- | -- | - | -- | -- | -- | --- | --- |
| 01. | Muharraq Club(C)  | 18 | 12 | 4 | 2  | 41 | 18 | +23 | 40  |
| 02. | Al Hidd           | 18 | 12 | 3 | 3  | 29 | 15 | +14 | 39  |
| 03. | Manama Club       | 18 | 10 | 3 | 5  | 31 | 20 | +11 | 33  |
| 04. | East Riffa        | 18 | 10 | 3 | 5  | 30 | 24 | +6  | 33  |
| 05. | Riffa Club        | 18 | 9  | 4 | 5  | 26 | 17 | +9  | 31  |
| 08. | Busaiteen Club    | 18 | 5  | 4 | 9  | 17 | 31 | -14 | 19  |
| 06. | Al Hala Club      | 18 | 5  | 4 | 9  | 22 | 39 | -17 | 19  |
| 07. | Malkiya Club      | 18 | 5  | 3 | 10 | 17 | 28 | -11 | 18  |
| 09. | Bahrain SC        | 18 | 3  | 4 | 11 | 22 | 29 | -5  | 13  |
| 10. | Al Shabab(D)      | 18 | 2  | 2 | 14 | 12 | 26 | -14 | 8   |

Pts = Puntos; PJ = Partidos jugados; G = Partidos ganados; E = Partidos empatados; P = Partidos perdidos; GF = Goles anotados; GC = Goles recibidos; Dif = Diferencia de goles

(C) = Campeón; (D) = Descendido; (P) = Promovido; (E) = Eliminado; (O) = Ganador de Play-off.

Fuente:
1. ↑  Clasifica a la Copa de la AFC 2016, como ganador de la Copa del Rey de Baréin 2015.

|  | Liga de Campeones 2016 (Play-off)                      |
|  | Copa de la AFC 2016 (Play-off)                         |
|  | Copa de Clubes Campeones del Golfo 2016                |
|  | Play-Off para descenso a la Segunda División de Baréin |
|  | Descenso a la Segunda División de Baréin               |

## Serie de promoción y permanencia
El club Bahrain SC, ubicado en la novena posición del torneo, jugará una repesca contra el Sitra Club, subcampeón de la edición 2014-15 de la Segunda División de Baréin, por la permanencia en la máxima categoría.
|  | Sitra Club | vs. | Bahrain SC |  |  |

|  | Bahrain SC | vs. | Sitra Club |  |  |

No se conocen los resultados. El Sitra Club gana la serie ante el Bahrain SC, y asciende a la Liga Premier

## Estadísticas

### Goleadores
Actualizado hasta el 5 de junio de 2015.
| Lugar | Jugador            | Equipo         | Goles |
| ----- | ------------------ | -------------- | ----- |
| 1     | Ismail Abdul-Latif | Muharraq Club  | 18    |
| 2     | Thiago Fernandes   | Manama Club    | 14    |
| 3     | Faisal Bodhom      | East Riffa     | 8     |
| 3     | Muhammad Al Rmehi  | East Riffa     | 8     |
| 5     | Jhonnattann        | Muharraq Club  | 7     |
| 5     | Smai Al husini     | Busaiteen Club | 7     |
| 5     | Ahmed Yousif       | Malkiya Club   | 7     |